# 嶺井政治
嶺井 政治（みねい まさはる、1922年11月25日 - 2023年6月28日）は、日本の実業家、公務員。NHK沖縄放送局局長、沖縄県副知事、沖縄電力社長、会長を歴任した。

## 来歴
現在の沖縄県名護市出身。海軍通信学校卒業。国頭郡屋我地村（現・名護市）収入役、琉球政府行政部長を経て、1968年からNHK沖縄放送局の前身となる沖縄放送協会（OHK）に勤務し、1972年の本土復帰後にはNHK沖縄放送局長を務めた。1979年沖縄県総務部長、1981年企業局長、1983年出納長、1984年10月から1987年6月まで沖縄県知事西銘順治の下で副知事に就いた。在職中は海邦国体の準備に尽力した。
副知事退任後の1987年沖縄電力専務に就任。1989年6月から1995年6月まで同社長、2001年まで同会長を歴任。ほか日本トランスオーシャン航空会長、沖縄特定免税店社長などを務めた。
1998年に地方自治功労、電気事業功労で勲三等旭日中綬章を受章、2005年に沖縄の振興発展に尽くした功績で琉球新報賞を受賞した。
2023年6月28日3時4分、老衰のため、那覇市内の病院で死去した。100歳没。死没日付をもって従六位に叙された。